# Ascendance
Ascendance är en fantasytrilogi i genren historisk fiktion, skriven av Jennifer A. Nielsen. Serien är utgiven av förläggaren Scholastic Press mellan maj 2012 och februari 2014. Böckerna handlar om den föräldralösa pojken Sage som skall bedra en kungafamilj att han är deras försvunna prins. Den första boken The False Prince mottogs väl och har hamnat på The New York Times bestsellerlista för barnlitteratur. Den har översatts till 17 språk, men ännu inte svenska.
En filmatisering planerades av Paramount Pictures med Bryan Cogman som manusförfattare. Paramount Pictures lämnade projektet i mars 2017.